# Iurlovka
Iurlovka (en rus: Юрловка) és un poble de l'óblast de Saràtov, a Rússia, segons el cens del 2010 tenia 464 habitants. Pertany al districte municipal de Saràtov.